# Měšťanský dům čp. 408 (Javorník)
Měšťanský dům č. p. 408 se nachází na ulici Míru mezi domy čp. 407 a 409 v Javorníku v okrese Jeseník. Dům je kulturní památkou ČR a je součástí městské památkové zóny Javorník.

## Historie
Měšťanský dům byl postaven před rokem 1373, kdy je poprvé zmiňován jako součást městské středověké zástavby. V průběhu let byl poškozen při různých katastrofách a povodní; i v roce 1428, kdy město Javorník dobyli husité. Byl přestavován po požárech (1576, 1603, v roce 1825 byly zničeny 104) a povodních. V první polovině 19. století na původním jádře byl postaven nový dům, který byl později upravován. V roce 1945 bylo v přízemí železářství a dům patřil Othmaru Knötigovi. V osmdesátých letech 20. století byl dům staticky narušen a neobydlen. V letech 1988–1992 proběhla modernizace interiéru. 

## Popis
Dům č. p. 408 je empírová řadová tříosá stavba postavená z cihel. Uliční fasáda je členěna podnoží a kordonovým pasem. V osové části přízemí je vchod po jehož stranách jsou okna. V patře nad třemi okny v šambránách jsou návojové římsy s konzolkou. Průčelí ukončuje trojúhelníkový štít vykrojený odsazeným segmentem a završený trojúhelníkovým tympanonem. Ve štítu jsou dvě pravoúhlá okna v šambránách na společné římse. V tympanonu je půlkruhové okénko. Střecha je sedlová.

## Interiér
V přízemí jsou ploché stropy.